# Frank De Vol
Frank Denny De Vol ou também apenas De Vol (Moundsville, 20 de setembro de 1911 — Lafayette, Califórnia, 27 de outubro de 1999) foi um compositor estadunidense de trilhas sonoras e ator.
No Brasil tornou-se muito popular a peça "The Fuzz", composta originalmente para o filme "The Happening" e utilizada na abertura do Jornal Nacional. Foi também, tema de abertura do telejornal mexicano "24 horas", apresentado por Jacobo Zabludovsky.

## Biografia
Em 1955, Frank De Vol inicia a primeira colaboração com Robert Aldrich no filme O Beijo Fatal (Kiss Me Deadly) (1955). Os filmes entre a colaboração com De Vol/Aldrich: Que Teria Acontecido a Baby Jane? (What Ever Happened to Baby Jane?) (1962), Doze Indomáveis Patifes (The Dirty Dozen) (1967), Golpe Baixo (The Longest Yard) (1974), Cidade dos Anjos (Hustle) (1975), Os Onze Implacáveis Meninos do Coro (The Choirboys) (1977), Desculpe, Onde fica o Farwest? (The Frisco Kid) (1979) e As Bonecas da Califórnia (…All the Marbles) (1981), o último filme de Robert Aldrich.